# さくら学院 2019年度 〜Story〜
『さくら学院 2019年度 〜Story〜』（さくらがくいん にせんじゅうきゅうねんど すとーりー）は、さくら学院の10thアルバム。2020年3月3日に発売された。なお本作品は、アミューズアーティストオンラインショップ『アスマート』及び、全国のタワーレコード（オンラインショップは除く）のみでの販売となる。

## 概要
初回限定「さくら」・「学院」盤、通常盤、初回限定盤アナログ盤の4形態での発売。初回限定「さくら」盤はCD+Blu-ray、初回限定「学院」盤はCD+DVD、通常盤はCDのみ、初回限定盤アナログ盤はLP盤2枚組の商品構成。

## 収録曲
1. 目指せ!スーパーレディー -2019年度-
作詞：森ハヤシ・生田真心、作曲・編曲：藤本功一
2. Hello ! IVY
作詞：としおちゃん、作曲・編曲：坂部剛
3. Hana*Hana
作詞：稲葉エミ、作曲・編曲：eba・百石元
4. 顔笑れ!!
作詞：上中丈弥、作曲・編曲：パッパラー河合
5. #アオハル白書
作詞：山口高始、作曲・編曲：本田光史郎
6. Let's Dance
作曲・編曲：安岡洋一郎
7. Merry Xmas to you
作詞：！、作曲・編曲：本田光史郎
8. モノクローム
作詞：森由里子、作曲：cAnON、編曲：本田光史郎
9. クロスロード / 中等部3年（藤平華乃、吉田爽葉香、有友緒心、森萌々穂）
作詞・作曲・編曲：和田耕平
10. My Graduation Toss
作詞：Tommy february6、作曲・編曲：Shunsaku Okuda
11. マシュマロ色の君と
作詞・作曲・編曲：cAnON.
12. 未完成シルエット
作詞・作曲：cAnON.、編曲：坂部剛
13. 旅立ちの日に 〜J-MIX 2019〜
作詞：小嶋登、作曲：坂本浩美、編曲：坂部剛
14. 夢に向かって
作詞：森由里子、作曲・編曲：Ryo

### 初回限定盤映像
Blu-ray（さくら盤）
- 「#アオハル白書」 Music Video
- 「Merry Xmas to you」form2019.12.24 @ 舞浜アンフィシアター

DVD（学院盤）
- 「さくら学院 2019年度 学年末テスト」